# شارع الأحلام (فلم)
شارع الأحلام (بالإنجليزية: Dream Street) هو فيلم أبيض وأسود درامي رومانسي أمريكي صامت إنتاج عام 1921 من إخراج دي دبليو غريفيث، وبطولة كارول ديمبستر ، وتشارلز إيميت ماك ، ورالف جريفز في قصة حول مثلث الحب الذي تدور أحداثه في لندن، ويستند إلى قصتين قصيرتين من تأليف توماس بيرك، "جينا الحي الصيني "و" أغنية المصباح ". كما يضم فريق الممثلين تيرون باور الأب.
أصدر الفيلم شركة يونايتد آرتيست، لقي استقبالًا سيئًا في يومه، اعتبره النقاد أحد أسوأ أفلام ديفيد غريفيث.

## روابط خارجية
- Dream Street  في قاعدة بيانات الأفلام على الإنترنت (بالإنجليزية)
- Synopsis على موقع أول موفي.
- Progressive Silent Film List: Dream Street at silentera.com
- Still, poster, lantern slide at silenthollywood.com